# Гурбанов, Алим Ильшатович
Али́м Ильшатович Гурба́нов (англ. Alim Qurbanov; 5 декабря 1977, Баку, Азербайджанская ССР, СССР) — азербайджанский футболист, полузащитник.

## Клубная карьера
Профессиональную карьеру начал в 1996 году в бакинском клубе «Полицейская академия». По итогам сезона команду покинула высшую лигу, а Гурбанов перешёл в клуб ЦСКА (Баку).
С середины сезона 1998/99 выступал за агдамский «Карабах». С 2001 по 2002 годы выступал в «Нефтчи» из Баку, в 2003/04 играл за «Шамкир».
В 2004 году перешёл из «Шамкира» в «Хазар-Ленкорань». В июне 2009 года контракт Гурбанова мог выкупить бакинский «Олимпик», однако у клуба из столицы Азербайджана не хватило средств. 23 ноября 2010 года в матче 14-го тура азербайджанской Премьер-Лиги выйдя с капитанской повязкой на поле в составе «Хазар-Ленкораня» в 156-й игре побил рекорд проведенных матчей за клуб, принадлежавший Рашаду Абдуллаеву.
В сезоне 2012/13 был играющим тренером команды. Уволен из команды после отставки главного тренера Юниса Гусейнова.

## Международная карьера
23 марта 1999 года дебютировал в молодёжной сборной страны в матче отборочного раунда к чемпионату Европы против Португалии, проигранном со счётом 0:5.
В сборной сыграл один матч в 1998 году в домашней игре против Эстонии в Гяндже, однако после этого не вызывался длительное время в национальную команду, пока в мае 2005 года Анатолий Пономарёв не пригласил Гурбанова на товарищеский матч против сборной Ирана.